# Motif Window Manager
MWM (Motif Window Manager) è un gestore delle finestre  basato sul toolkit OSF/Motif per X Window System. È stato creato dalla Open Software Foundation (da qui le iniziali OSF del toolkit) e una sua versione leggermente modificata, a cui è stata aggiunta una barra principale, è il WM principale del CDE, un desktop environment usato in alcune versioni commerciali di UNIX fra cui Solaris (almeno sino alla versione 10), e disponibile per i server XFree86 di Linux nelle diverse versioni della Red Hat e della Xi Graphics. Ne esiste una versione gratuita e open source, inclusa nei repository delle maggiori distribuzioni Linux.

## Aspetto
Il Motif Window Manager è molto personalizzabile, perfino in base agli argomenti forniti dalla riga di comando. Sulla barra del titolo, nel lato destro è presente un
pulsante che permette modifiche della posizione e della dimensione alla pagina con apposite voci. Da lì è anche possibile minimizzarla sul desktop o chiuderla. Sul lato destro vi sono
due pulsanti al cui centro è situato un rettangolo in rilievo. Essi permettono la minimizzazione e la massimizzazione della finestra.

## Risorse
Gran parte delle possibili modifiche all'aspetto del Motif Window Manager, come di ogni altra applicazione scritta con le toolkit Motif e Athena Widget Toolkit,
sono determinate dalle Risorse, specificate nei file .Xresources e .Xdefaults, che vengono letti all'apertura dell'X Window System. Di fatto, in base alle Risorse si
può scegliere praticamente ogni proprietà delle applicazioni Motif, tra cui si include il nome dei widget (i pulsanti, le icone e qualsiasi elemento) e le varie
proprietà quali il colore, lo stile, la posizione ed il font.

## Uso attuale
Nessun desktop environment evoluto usa più MWM, le librerie Motif, né l'equivalente open source LessTif. Per quanto sia in disuso e surclassato da toolkit più moderne quali le GTK+ 
e le Qt, e dai loro corrispondenti Window manager, metacity e kwin, Motif e lo standard Xt hanno determinato i primi pilastri dell X Window System e dell'interfaccia grafica in sistemi Unix-like,
insieme a Open Window.